# Warmbad (Wolkenstein)
Warmbad ist ein Ortsteil der sächsischen Stadt Wolkenstein im Erzgebirgskreis. Warmbad ist seit mehr als einhundert Jahre staatlich anerkannter Kurort im Freistaat Sachsen mit dem Status eines Heilbads. Hier befindet sich die älteste und wärmste Thermalquelle Sachsens.

## Geografie

### Geografische Lage und Verkehr
Warmbad liegt etwa 1,5 Kilometer nordöstlich von Wolkenstein im Erzgebirge. Der Ort befindet sich im Tal des Hilmersdorfer Baches, welcher sich südwestlich des Ortes bei der Hüttengrundmühle mit dem Gehringswalder Bach vereinigt und nach Nordwesten zur Zschopau fließt.
Durch die Ortslage führt die Kreisstraße 8150 Großolbersdorf–Gehringswalde, wobei in Letzterem Anschluss an die Bundesstraße 101 Annaberg-Buchholz–Freiberg besteht. Über eine Gemeindestraße ist Warmbad mit Hilmersdorf im Nordosten verbunden.
Etwa drei Kilometer westlich gibt es den Haltepunkt Warmbad an der Bahnstrecke Annaberg-Buchholz unt Bf–Flöha in Floßplatz an der Zschopau.

### Nachbarorte
| Hopfgarten  | Grünau                                      | Hilmersdorf |
| Floßplatz   | Kompassrose, die auf Nachbargemeinden zeigt |             |
| Wolkenstein | Gehringswalde                               |             |

## Geschichte

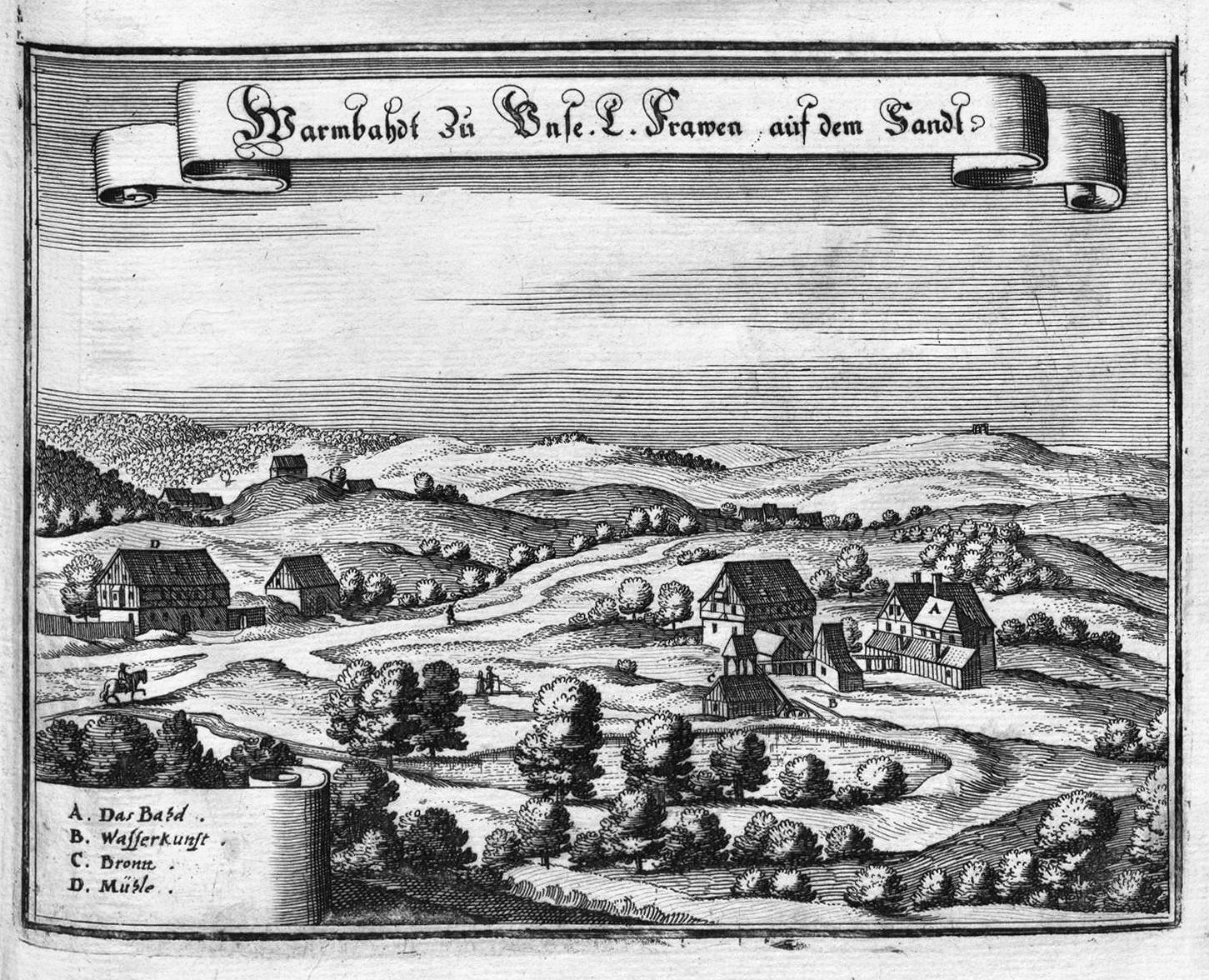
Warmbad auf einer Darstellung von Matthäus Merian von 1650

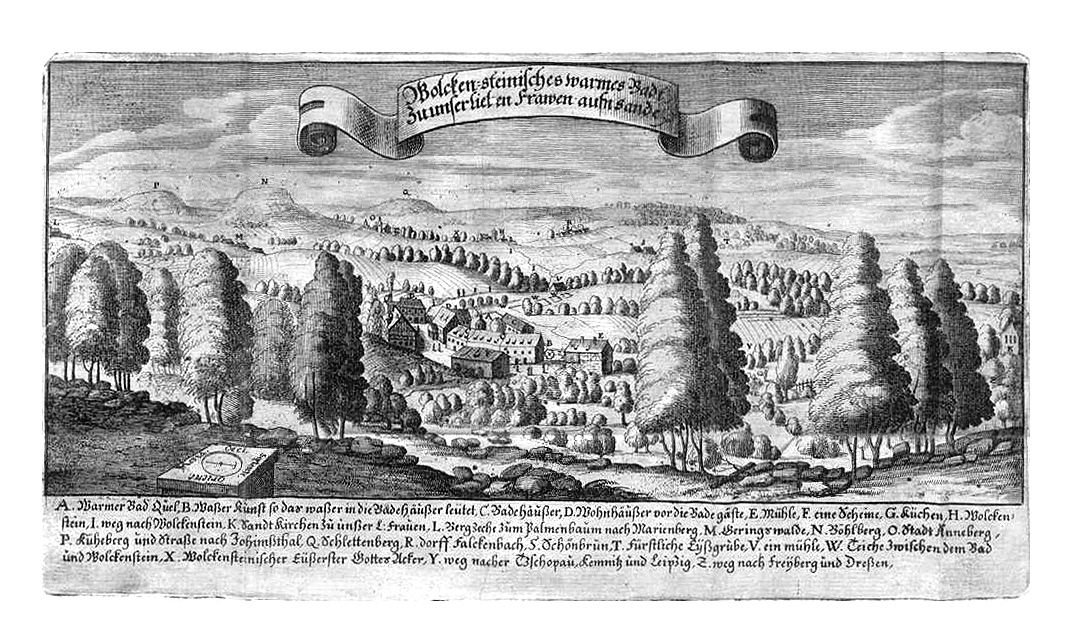
Warmbad in einem Buch von August Hauptmann von 1657

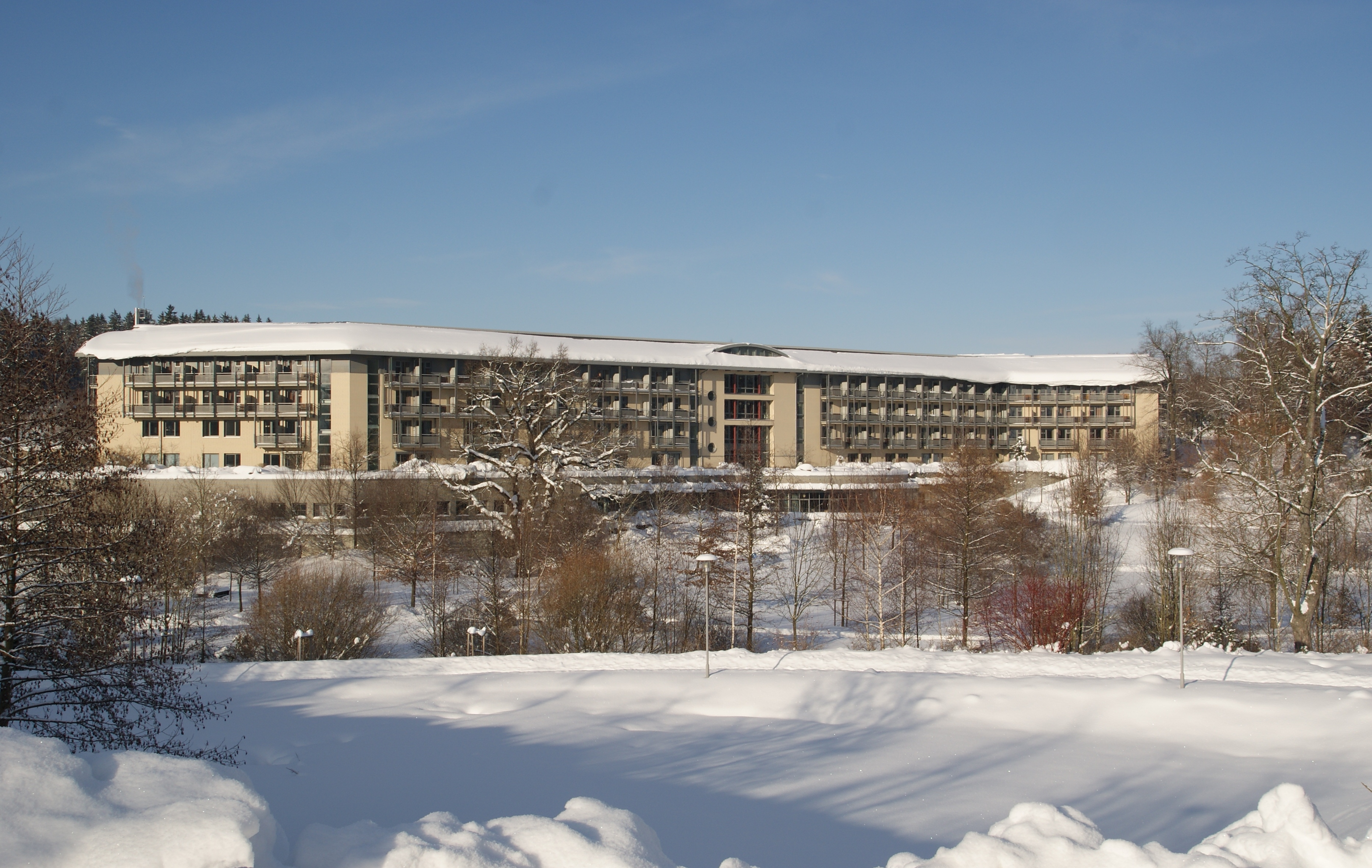
Knappschaftsklinik

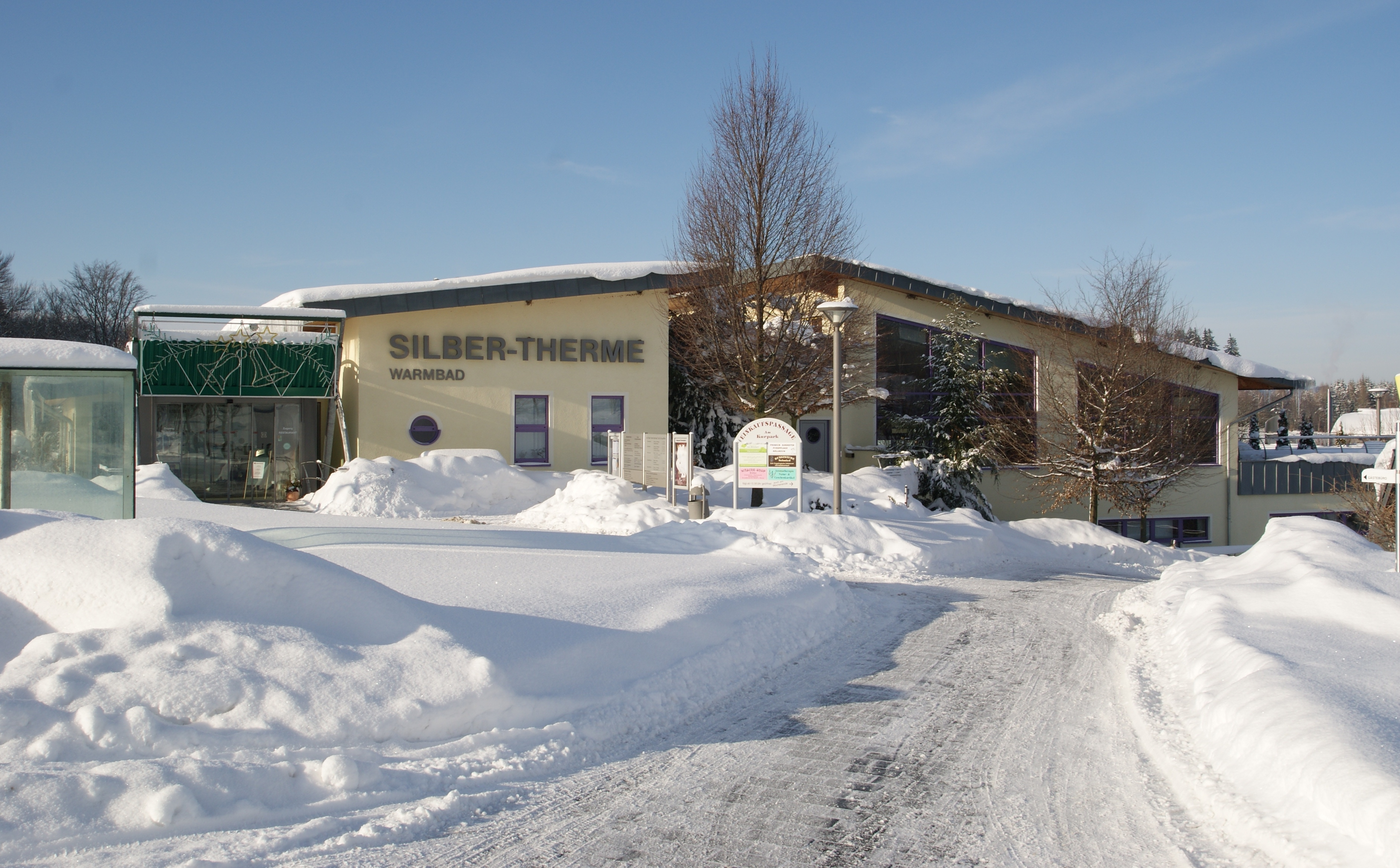
Silber-Therme

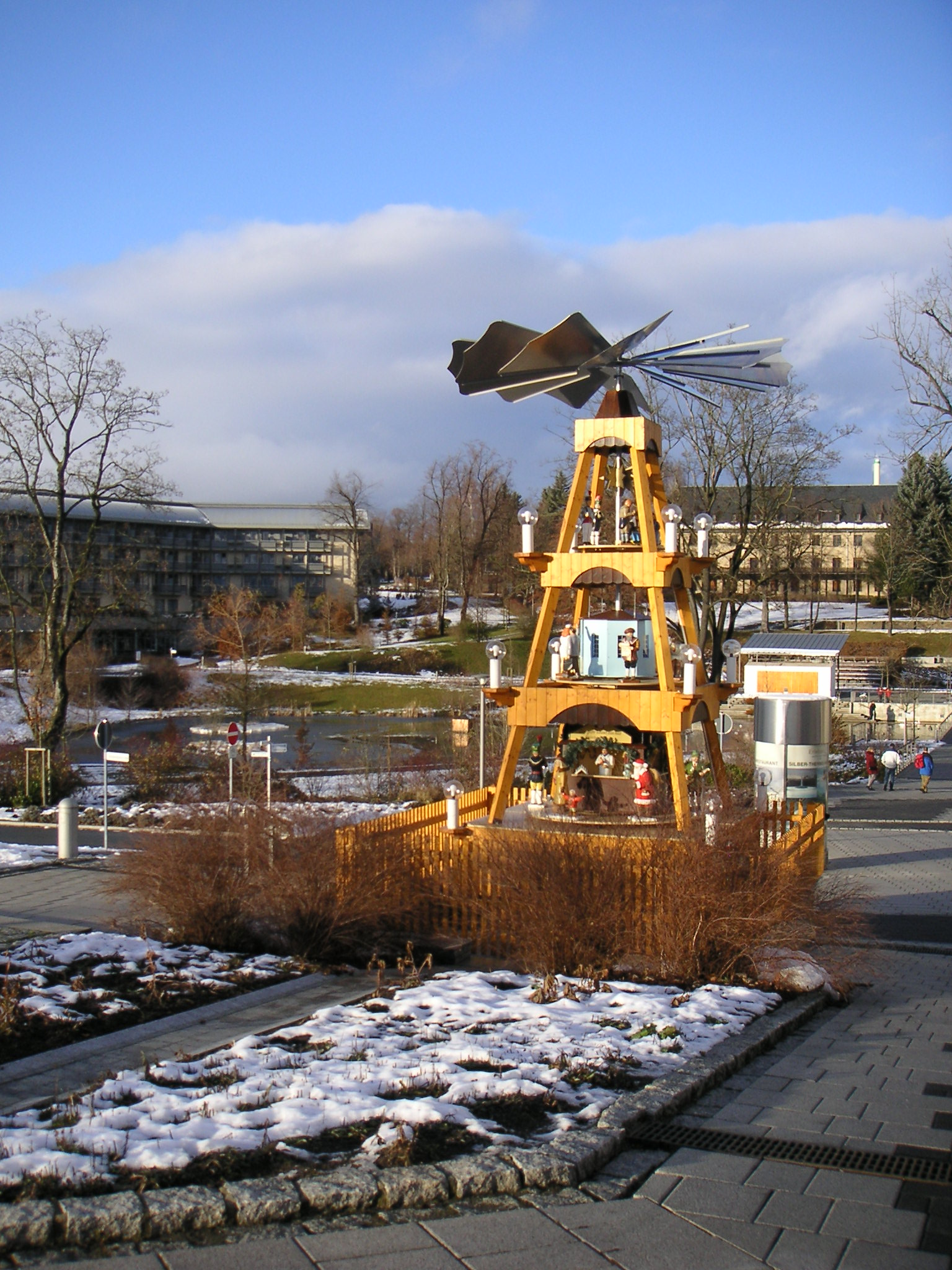
Ortspyramide

Um das Jahr 1385 wurde bei Bergbauaktivitäten (Erzschürfen) eine warme Quelle entdeckt. 1484 erfolgte die erste urkundliche Erwähnung als Warmbate zu Wulkenstein, von dem Warmen Bade. Der Ort gehörte zur Herrschaft bzw. später zum Amt Wolkenstein.
Bis 1542 war das Bad in herrschaftlichem Besitz – zu Beginn in derer von Waldenburg später landesherrlich –, danach in Privatbesitz, womit in der Folge auch der Ausbau und eine zunehmende Nutzung der Thermalquelle einhergingen. 1554 erwarb der Berggeschworene Paul Hauschka die Siedlung, 1656 gelangte sie an den Leibmedikus August Hauptmann (der später die Schrift Uralter Wolkensteinischer warmer Bad- und Wasserschatz herausgab) und an den Amtmann Heinrich Schrey. Im Jahre 1671 nutzte Kurprinzessin Magdalena Sibylla von Sachsen-Weißenfels das Bad zur Kur, wofür ein neues Badehaus errichtet wurde. Dessen Einweihung nahm Kurfürst Johann Georg III. vor und gab und ihm den Namen „zur Gnade Gottes“, welcher sich nur relativ kurz hielt.
Im Jahr 1791 wurde die Quelle neu gefasst, die Leitungen wurden gereinigt und das Wasser untersucht. Zu Ehren der sächsischen Königin Marie Amalie Auguste, die 1791/92 hier zur Kur weilte, entstand ein neuer Pavillon, der das Quellwasser über einen Stollen erhielt. 1794 übernahm der Grünhainer Amtmann Christian August Gottschald die Badeanlagen. 1810 gelangte der Großrückerswalder Erbrichter Johann Christoph Uhlig in deren Besitz und vererbte sie seinem Sohn, welcher den Erfordernissen und der Frequentierung entsprechende Verbesserungen für die Gäste vornehmen ließ.
Das Quellwasser wurde anfangs mittels Kunstgezeug gehoben, welches bei einer Mahl- und Schneidemühle oberhalb am Hilmersdorfer Bach angetrieben wurde.
Ein Dekret des Kurfürsten Johann Georg II. stellte die Quelle im Jahr 1660 unter Schutz. Unter dem Namen Medicinal-Trunk wurde von 1661 bis 1872 mit dem Quellwasser Bier gebraut, auch eine Brennerei gehörte zeitweise zu den Anlagen. Ab 1831 betreuten Ärzte die Kur- und Badegäste. In der Folgezeit wurden weitere Gästehäuser in Warmbad errichtet, ab 1880 war eine Kurtaxe zu zahlen.
An der seit 1866 bestehenden Bahnstrecke Annaberg-Buchholz unt Bf–Flöha erhielt Warmbad mit dem Haltepunkt „Floßplatz“ 1889 einen direkten Bahnanschluss, der 1904 auf „Floßplatz-Warmbad“ erweitert wurde. Seit 1960 lautet der Stationsname „Warmbad“.
Im Jahr 1903 erhielt der Bade- und Kurbetrieb ein eigenes Elektrizitätswerk, das bis 1920 in Betrieb war. Eine zentrale Abwasserkanalisation wurde 1914 gebaut. 1924 wurde ein Freibad eröffnet, das mit Thermalwasser gespeist wurde. 1926 kaufte die Stadt Wolkenstein das Bad, um es für die Öffentlichkeit zu erhalten.
Nach dem Zweiten Weltkrieg, der Zeit in der DDR und deren Ende dienten die Kureinrichtungen weiterhin der Behandlung verschiedener Beschwerden und Krankheiten. Auch nach der deutschen Wiedervereinigung blieb das Badesystem eine wichtige Einnahmequelle des Ortes und ein bedeutender Arbeitgeber. Zwischen 1997 und 2002 wurde die gesamte Kurinfrastruktur modernisiert bzw. neu errichtet, 1997 wurde eine Rehabilitationsklinik der Bundesknappschaft eingeweiht. Tagesgäste können die im Jahr 2000 eröffnete Silber-Therme nutzen.
Seit Dezember 1997 wird Warmbad, als erster prädikatisierter Kurort in Sachsen, als „Ort mit Heilquellenkurbetrieb“ ausgewiesen. Im September 2016 erhielt Warmbad durch den Freistaat Sachsen – nach Zustimmung durch den sächsischen Landesbeirat für Kur- und Erholungsorte – den Status eines Heilbads verliehen.

## Entwicklung der Einwohnerzahl
| Jahr | Einwohnerzahl                 |
| ---- | ----------------------------- |
| 1551 | 1 besessener Mann, 2 Inwohner |
| 1764 | 1 besessener Mann, 1 ¼ Hufen  |
| 1875 | 16                            |

## Weiteres
Aus verschiedenen Quellen geht hervor, dass zwischen Warmbad und Gehringswalde eine Kapelle bestanden hat, welche im Zuge der Erschließung der warmen Quelle errichtet worden sein soll.
August Schumann schreibt 1826 im Staatslexikon von Sachsen hierzu:

„In einiger Entfernung von der Quelle baute man schon sehr zeitig eine Mariencapelle, und zwar von der Stadt gerade so weit, als nach den Berichten der Pilgrime Jesus von des Pilatus Hause bis Golgatha zu gehen hatte. Diese Kirche stand auf der Höhe zwischen dem Bade und Geringswalde, war ansehnlich, gewölbt, und mit 7 hinzugepfarrten Dörfern begabt; in derselben pflegte man immer vor dem Baden eine Messe zu hören; bei derselben standen mehrere Wirtshäuser, und noch zeigen sich von ihr und den Kellern, die dort mündeten, die Spuren.“

Im Heimatmuseum in der Burg Wolkenstein sind Exponate zu sehen, die die Existenz einer auch Kirche Maria auf dem Sande genannten christlichen Einrichtung belegen. Es handelt sich um eine Kirchenglocke, datiert auf das Jahr 1509, und um einen Warmbad-Altar mit drei bunt bemalten geschnitzten Figuren (Maria, Magdalena und Christus am Kreuz) mit der Jahreszahl 1385 und der Widmung: „Dies Warmbad am Sand zu Unserer lieben Frauen // hat Gottes Wunderhand gelegt in diese Auen. // Wo durch dem Leibe nach heil werden kranke Herzen.// Christi Verdienst und Blut lindert alle Leibes-Schmerzen.“